# 河口镇 (铅山县)
河口镇為中华人民共和国江西省铅山县管辖的一个行政建制镇，1949年以后县治由永平镇迁此。铅山水在此汇入信江，故名河口。

## 江西四大名镇
历史上江西北部及其他许多省份客商多由此经分水关入闽，河口镇号称“八省通衢”，闽北武夷山茶叶外运的商路，也均先集中于此，然后北上恰克图（运俄），或南下广州（运英），曾商埠云集，繁华一时，与景德镇、吴城镇、樟树镇并称为江西四大名镇。明清时期，铅山河口镇一带也是著名的造纸业中心，出产名贵的连史纸。2006年，铅山连史纸制作技术被列入第一批国家级非物质文化遗产名录。
抗日战争期间，第三战区长官司令部曾驻此。战后，因浙赣铁路恢复，以及1957年鹰厦铁路建成，遂逐渐没落。
今镇上沿信江南岸郑家街、二堡街一带长约5里的旧城区仍可见大量旧时民居，包括徽派、客家等多种样式。

## 行政区划
河口镇下辖以下地区：
狮江社区社区、城东社区社区、城南社区社区、黄岗山社区社区、清湖村、韩家村、虞家村、七里村、洋田村、龙角湖村、柴家村、玉石村、高岭村和渭口村。

## 中国历史文化名镇
河口镇已被列为中国历史文化名镇。